# Picciolo
Picciolo, o picciuolo, è un termine relativo alla botanica, derivante dal latino petiŏlus. Costituisce la struttura che sostiene la foglia. La sua funzione è duplice: meccanica, in quanto permette il movimento della foglia che viene mossa dal soffiare del vento; e da collegamento, perché unisce la foglia al fusto permettendo la connessione dei fasci vascolari che, diramandosi, formano la sua nervatura.

## Descrizione
Il picciuolo ha forma più o meno cilindrica che si allarga alla base e può essere più o meno lungo a seconda del tipo di pianta; a volte è di diversa lunghezza anche nella stessa pianta: in tal caso si presenta più lungo nella parte inferiore - in modo da dare più luminosità al tessuto fogliare - e più corto nella sua parte superiore.

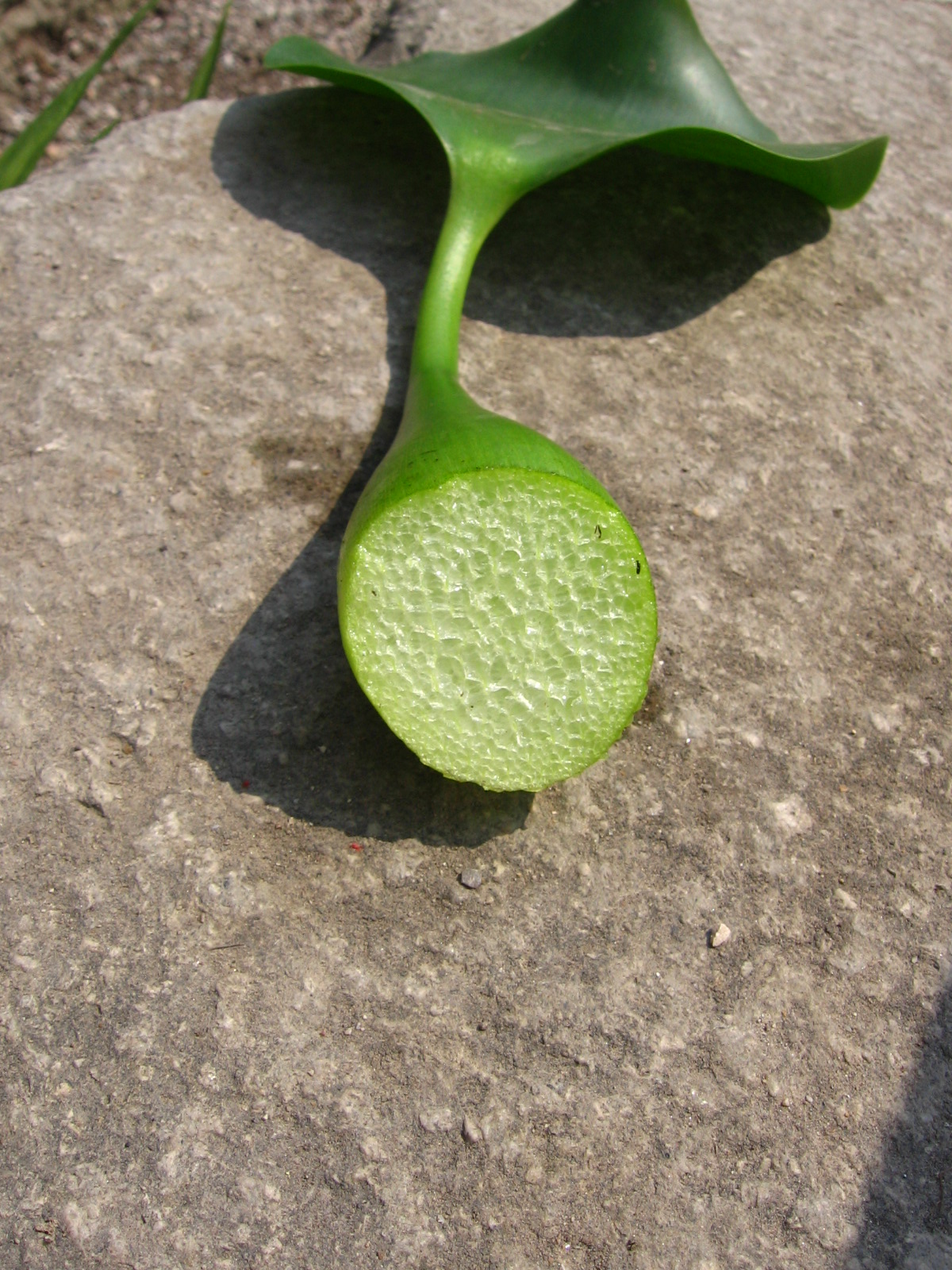
Sezione di picciolo fogliare di Eichhornia crassipes che mostra il parenchima responsabile del galleggiamento della pianta

L'anatomia del picciolo è piuttosto semplice, dall'esterno si trovano i seguenti tessuti: 
- epidermide
- parenchima
- fasci cribro-vascolari (uno o pochi, di tipo collaterale chiuso o aperto nel caso in cui si verifichi un debole accrescimento secondario.

Il picciolo presenta inoltre elementi di tessuto meccanico, principalmente collenchima.
In alcuni tipi di piante il picciuolo subisce delle trasformazioni, ad esempio:
- in alcune piante acquatiche (es. Eichhornia crassipes) può arricchirsi di parenchimi aeriferi funzionando da organo di galleggiamento
- in altre ha alla base un cuscinetto (rigonfiamento basale parenchimatico detto "pulvino") che consente alla foglia quei movimenti caratteristici (nastie)
- in altri casi ancora (p.es. in alcune specie del genere Acacia), il picciuolo può assumere aspetto di foglia e viene perciò detto fillodio.